# Estação Ferroviária de Viburgo

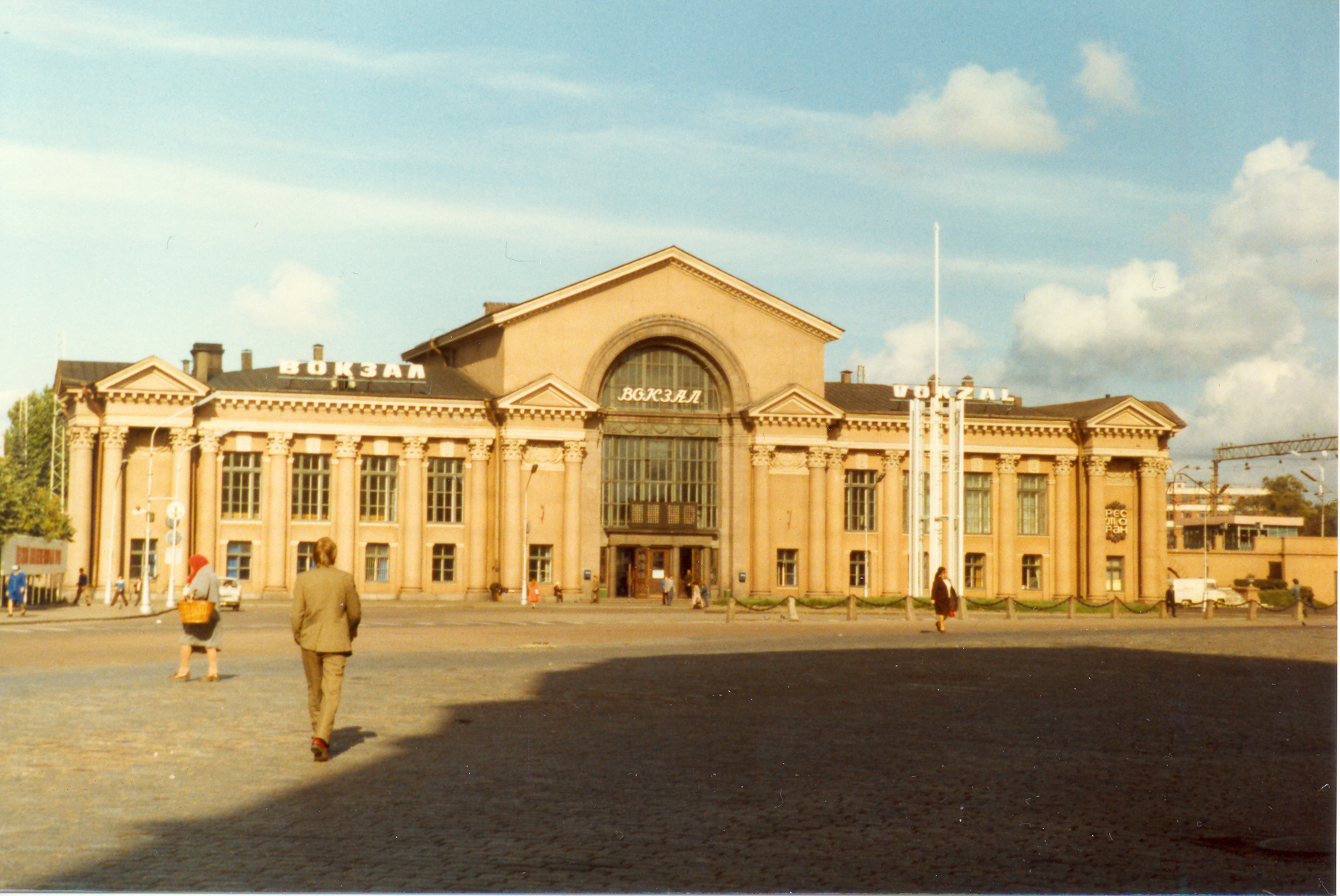
Estação de Viburgo em 1980

Estação Ferroviária de Viburgo (em russo: Выборгский вокзал; romaniz.: Vyborgskiy vokzal; em finlandês: Viipurin rautatieasema) é uma estação ferroviária situada na cidade de Viburgo, na Rússia, junto à sua fronteira com a Finlândia.
A estação original foi construída em 1913, tendo sido destruída durante a Guerra da Continuação. O edifício da estação atual foi construído no tempo da União Soviética.

## Edifício original

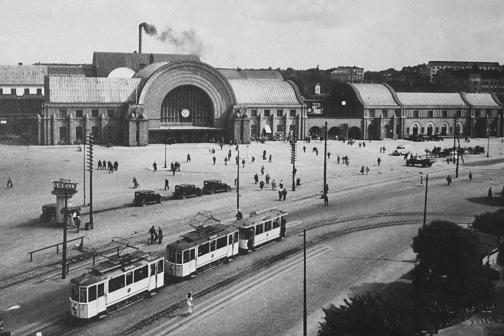
Estação na década de 1930

O edifício original da estação foi desenhado pelos arquitetos finlandeses Eliel Saarinen e Herman Geselius. Foi construído em granito em 1913 pelos Caminhos-de-ferro do Estado finlandês (VR). A sua destruição teve lugar em 1941, durante a Guerra da Continuação, tendo sido feito explodir por tropas russas em retirada.
Existiam grandes semelhanças entre o edifício antigo e uma outra obra famosa de Saarinen, a Estação Central de Helsínquia. Seguindo a tradição da entrada principal da estação de Helsínquia, que apresenta um par de figuras masculinas na entrada principal, a estação de Viburgo ostentava um par de ursos em pedestais, em cada um dos lados da entrada principal.

## Edifício moderno
O edifício moderno da estação, construído no tempo da União Soviética, representa o estilo arquitetónico estalinista típico. Possui um posto de venda de bilhetes, um café, uma loja de revistas, uma loja de câmbios e cofres.
No futuro, esta estação irá servir a linha de alta velocidade entre Helsínquia e São Petersburgo. Este novo serviço irá substituir a ligação atual, significativamente mais lenta.